# Capitãozinho
Capitãozinho (Terminalia triflora) é uma árvore brasileira não pioneira, nativa da Mata Atlântica, das florestas ombrófila densa, estacional semidecidual e decidual, matas ciliares e matas paludosas.
Ocorre nos estados de São Paulo, Minas Gerais e Mato Grosso do Sul.
Em São Paulo é encontrada na floresta ombrófila do sudeste e do litoral sul, na floresta semidecidual de todo o estado exceto no sudoeste, onde ocorre nas matas paludosas, nas florestas decíduas e matas ciliares da região central. Está na lista das espécies do estado ameaçadas de extinção.
Outros nomes populares: amarelinho, pau-de-lança, lança-amarela.
A dispersão de suas sementes se dá por anemocoria.